# 아르케오글로부스 베네피쿠스
아르케오글로부스 베네피쿠스는 아르케오글로부스속에 속하는 한 종이다.